# JBIG2
JBIG2 (ITU T. 88, ISO/IEC 14492) — графічний стандарт стиснення растрових двоколірних зображень, запропонований «Групою експертів з бінарних зображень» (Joint Bi-level Image Experts Group), і стандартизований Міжнародною організацією зі стандартизації (ISO) та Міжнародною електротехнічною комісією (IEC). Він дозволяє як стиснення без втрат, так і з втратами. Згідно прес-релізу групи розробників стандарту, в режимі «стиснення без втрат» JBIG2 зазвичай стискає файли у 3-5 разів сильніше, ніж стандарт Fax Group 4 та в 2-4 рази сильніше, ніж стандарт JBIG (це попередні стандарти стиснення бінарних зображень, запропоновані тією ж групою). JBIG2 був опублікований у 2000 році, як міжнародний стандарт ITU T. 88, і в 2001 році, як міжнародний стандарт ISO/IEC 14492.

## Використання
- Файли формату PDF, починаючи з версії 1.4, підтримують JBIG2 (і, відповідно, можуть містити в собі зображення в JBIG2).
- Для JBIG2 існують декодери з відкритим вихідним кодом — jbig2dec[2] і декодер xpdf[ru] (починаючи з версії 2.0).
- Існує програма для стиснення з відкритим вихідним кодом: jbig2enc[3].
- Реалізація алгоритму дуже схожого на JBIG2, під назвою JB2, використовується в форматі файлів DjVu.

## Проблеми
У 2013 році Девідом Криселем була виявлена проблема, що полягає в переплутуванні букв і цифр при стисненні в JBIG2 з розпізнаванням патернів: так, цифра 8 може замінити цифру 6, символ «і» — замінити «н».. Подібні помилки є наслідком використання стиснення з втратами інформації. Наприклад алгоритм знаходить що цифра 8 дуже схожа на цифру 6, запам'ятовує 8 і при намаганні зекономити об'єм, підміняє цифру 6 на 8. Виробник копіровального обладнання звинуватив користувачів в низької якості відсканованого зображення обраного в налаштуваннях; проте іноді вони проявляються і при налаштуваннях сканування з високою якістю. Така проблема може проявлятися в цифровому обладнанні для копіювання і навіть в сканерах.